# Mona-Liisa Malvalehto
Mona-Liisa Malvalehto (Rovaniemi, 20 luglio 1983 – Kouvola, 29 luglio 2019) è stata una fondista finlandese.
Dalla stagione 2015-2016 aveva assunto il cognome del coniuge, il fondista Ville Nousiainen, e si era iscritta alle liste FIS come Mona-Liisa Nousiainen.

## Biografia
Originaria di Kouvola e attiva dal febbraio del 2001, in Coppa del Mondo esordì il 24 novembre 2001 a Kuopio (36ª) e ottenne due vittorie, 12 gennaio 2013 a Liberec e il 3 febbraio seguente a Soči. In carriera partecipò a un'edizione dei Giochi olimpici invernali, Soči 2014 (29ª nella sprint), e a quattro dei Campionati mondiali (7ª nella sprint a Oberstdorf 2005 il miglior risultato). Morì nell'estate 2019 dopo una lunga malattia.

## Palmarès

### Mondiali juniores
- 4 medaglie:
  - 3 ori (sprint a Schonach 2002; 5 km, staffetta a Sollefteå 2003)
  - 1 bronzo (15 km a Sollefteå 2003)

### Coppa del Mondo
- Miglior piazzamento in classifica generale: 27ª nel 2007
- 3 podi (1 individuale, 2 a squadre):
  - 2 vittorie (1 individuale, 1 a squadre)
  - 1 secondo posto (a squadre)

#### Coppa del Mondo - vittorie
| Data            | Località | Nazione   | Spec.                     |
| --------------- | -------- | --------- | ------------------------- |
| 12 gennaio 2013 | Liberec  | Rep. Ceca | SP TC                     |
| 3 febbraio 2013 | Soči     | Russia    | TS TC (con Anne Kyllönen) |

Legenda:

TC = tecnica classica

SP = sprint

TS = sprint a squadre